# 松田賢二
松田賢二（日语：／ Matsuda Kenji，1971年9月23日—），日本男演員，出生於日本大阪府茨木市。現為奧斯卡傳播旗下藝人。

## 演出

### 電視劇
- 假面騎士系列（朝日電視台）
  - 假面騎士響鬼（2005年） - 飾演 斬鬼／假面騎士斬鬼
  - 假面騎士KIVA（2008年、朝日電視台） - 飾演 次狼／ガルル／假面騎士IXA
  - 假面騎士G（2009年1月31日、朝日電視台） - 飾演 シェード隊員
  - 假面騎士Decade 第18話・第19話（2009年5月24日・5月31日、朝日電視台） - 飾演 斬鬼／假面騎士斬鬼
  - 假面騎士ZI-O 第35話 - 第36話（2019年5月12日・5月19日、朝日電視台）- 飾演 次狼／ガルル
- Unfair（2006年、關西電視台）
- 連接的明天 第3話（2006年、NHK綜合頻道） - 飾演 足立
- 抹布女孩 第2話（2007年、朝日電視台）- 飾演 神林幸弘
- 工作狂人（2007年、日本電視台）- 飾演 新堂リューゴ
- 你不是犯人吧？ 第2話（2008年4月18日、朝日電視台）- 飾演 栗原勝也
- 相棒（朝日電視台）
  - Season7 第6話（2008年11月26日）- 飾演 大野木亮
  - Season17 第7話（2018年11月28日） - 飾演 杉原裕也
  - Season22 第1話・第2話（2023年10月18日・10月25日） - 飾演 成增孝德參事官
- 紅綫（2008年12月20日 - 2009年2月28日、富士電視台）- 飾演 村越浩市
- BOSS 第8話（2009年6月4日、富士電視台） - 飾演 武藤
- 客服中心戀人 第7話（2009年8月21日、朝日放送電視台・朝日電視台） - 飾演 黑岩
- 空中急診英雄 2nd season 第6話 - 第8話（2010年2月15日 - 3月1日、富士電視台） - 飾演 野上明彥
- 上班族金太郎2 第7話（2010年2月19日、朝日電視台） - 飾演 冰室壯助
- 決定不哭的日子 第6話（2010年3月2日、富士電視台） - 飾演 栗田勉
- 警視廳失踪人搜查課 第3話（2010年4月30日、朝日放送電視台・朝日電視台） - 飾演 花崎光春
- 新・警視廳搜查一課9係 season3 第8話（2011年8月24日、朝日電視台） - 飾演 結城晃一郎
- 牙狼系列（東京電視台）
  - 牙狼〈GARO〉～魔戒閃騎～ 第14話・第15話、第18話、第22話 - 最終話（2012年1月13日・1月20日、2月10日、3月9日 - 3月30日） - 飾演 四十萬渡／雷鳴騎士破狼
  - 牙狼〈GARO〉-魔戒烈傳- 第3話（2016年4月23日） - 飾演 四十萬渡／雷鳴騎士破狼
- 草莓之夜 第7話・第8話（2012年2月21日・2月28日、富士電視台） - 飾演 岸谷清次
- Doctor-X～外科醫·大門未知子～（2012年10月18日 - 12月13日、朝日電視台）- 飾演 新發田悠
- 遺留搜查 第3季 第7話（2013年5月29日、朝日電視台） - 飾演 山本和也
- 警部補 矢部謙三2 第6話・最終話（2013年8月16日・30日、朝日電視台） - 飾演 財樹藏之助
- 醫龍4-Team Medical Dragon- 第9話（2014年3月6日、富士電視台） - 飾演 桐山英雄
- ST 紅與白的搜查檔案 第3話（2014年7月30日、日本電視台） - 飾演 向井卓也
- 手裏劍戰隊忍忍者 第3話 - 第12話、第44話 - 第46話（2015年3月8日 - 5月17日、2016年1月17日 - 1月31日、朝日電視台） - 蛾眉雷藏（配音）
- Specialist 第1話（2016年1月14日、朝日電視台） - 飾演 近藤龍行
- 大河劇（NHK）
  - 真田丸 第6回・第7回（2016年2月14日・2月21日） - 飾演 長崎元家
  - 麒麟來了 第43回・最終回（2021年1月31日・2月7日） - 飾演 丹羽長秀
  - 致光之君 第46回・第47回（2024年12月1日・12月8日） - 飾演 藤原助高
- 警視廳搜查一課長（朝日電視台）
  - Season1 第4話（2016年5月5日） - 飾演 白木龍也
  - Season6 第9話（2022年6月9日） - 飾演 鵜飼博
- 叡古教授事件簿（2016年5月21日、朝日電視台） - 飾演 永瀨賢吾
- HOPE〜期待值零的新進員工〜（2016年7月17日 - 9月18日、富士電視台） - 飾演 檜山誠
- 科搜研之女 season16 第7話・第8話（2016年12月8日・12月15日、朝日電視台） - 飾演 箕輪宏成
- 小荳荳！ 第31話（2017年11月13日、朝日電視台） - 飾演 高部清明
- 未解決之女 警視廳文書捜査官 ～琥珀色的信號～（2019年4月28日、朝日電視台） - 飾演 辻井博史
- 特搜9 season3 第2話（2020年4月15日、朝日電視台） - 飾演 門倉哲夫
- 櫻之塔 第5話（2021年5月13日、朝日電視台） - 飾演 相澤工
- 高校英雄 第6話（2021年9月4日、朝日電視台） - 飾演 大浦冬馬
- 六本木Class 第2話・第3話、第11話・第12話・最終話（2022年7月14日・7月21日、9月15日 - 9月29日、朝日電視台）- 飾演 木野
- 刑事7人 SEASON8 最終話（2022年9月14日、朝日電視台） - 飾演 北川健人
- 萬博的太陽（2024年3月24日、朝日電視台） - 飾演 鄉田寬
- 打天下2（2024年4月15日 - 5月10日、ViuTV） - 飾演 慶太
- 大追跡〜警視廳SSBC強行犯係〜 第1話（2025年7月9日、朝日電視台） - 飾演 大崎圭佑

### 電影
- 劇場版 假面騎士響鬼 響鬼與七人的戰鬼（2005年）- 飾演 凍鬼
- 劇場版 假面騎士KIVA 魔界城之王（2008年）- 飾演 次狼
- 252生存訊號（2008年）- 飾演 川瀨久嗣
- 紅綫（2008年）- 飾演 村越浩市
- 劇場版 超·假面騎士電王&DECADE 新世代 鬼島的戰艦（2009年）- 飾演 次狼
- 花宵道中（2014年）- 飾演 大島屋卯之吉
- HE-LOW THE SECOND（2020年）- 飾演 財津源次郎 / ワルインダー仮面

### 電視動畫
- 鬼面騎士（2007年） - 飾演 神晃一
- 空中鞦韆（2009年） - 飾演 コージ
- 美食獵人（2012年 - 2014年） - 飾演 賽普拉
- 美食獵人 & ONE PIECE & 七龍珠Z 超夢幻合作特別篇！！（2013年） - 飾演 賽普拉
- 遊戲王VRAINS（2018年 - 2019年） - 飾演 鮑曼
- 火之丸相撲（2018年 - 2019年） - 飾演 大和國清一
- 怪人開發部的黑井津小姐（2022年） - 飾演 ワルインダー仮面
- TRIGUN STAMPEDE（2023年） - 飾演 羅貝爾特·丹尼洛[2]

### 劇場動畫
- 美食獵人 劇場版 美食神的超食寶（2013年） - 飾演 賽普拉

## 外部連結
- 松田賢二經紀公司個人介紹 （页面存档备份，存于） - 奧斯卡傳播
- プロフィール - オスカー電子カタログ
- 松田賢二的X（前Twitter）